# Tague Thorson
Tague Thorson (9 gennaio 1985) è un ex sciatore alpino statunitense.

## Biografia
Originario di Mahtomedi e attivo in gare FIS dal dicembre del 200, in Nor-Am Cup Thorson esordì il 15 novembre 2001 a Loveland in slalom speciale, senza completare la prova, ottenne l'unico podio il 6 gennaio 2008 a Sunday River nella medesima specialità (2º) e prese per l'ultima volta il via il 5 dicembre 2008 a Winter Park ancora in slalom speciale (17º). Si ritirò al termine della stagione 2010-2011 e la sua ultima gara fu lo slalom speciale dei Campionati statunitensi 2011, disputato il 3 aprile a Winter Park e non completato da Thorson; in carriera non debuttò in Coppa del Mondo né prese parte a rassegne olimpiche o iridate.

## Palmarès

### Nor-Am Cup
- Miglior piazzamento in classifica generale: 19º nel 2006
- 1 podio:
  - 1 secondo posto

### Australia New Zealand Cup
- Miglior piazzamento in classifica generale: 11º nel 2008
- 2 podi:
  - 2 terzi posti